# 單指䱵屬
單指䱵屬（學名：Aplodactylus），為日鱸目單指䱵科的一屬，目前也是單指䱵科的唯一一属
鷹䱵屬（Goniistius）曾包含在這裡，所以本屬也曾有鷹䱵屬的中文名。

## 分類
本屬現有5個受承認的物種，如下：
- 細斑單指䱵 Aplodactylus punctatus Valenciennes, 1832：又名細斑鷹䱵
- 直齒單指䱵 Aplodactylus arctidens Richardson, 1839：又名直齒鷹䱵、叉牙指䱵
- 毛齒單指䱵 Aplodactylus lophodon Günther, 1859：又名毛齒䱵
- 埃氏單指䱵 Aplodactylus etheridgii (Ogilby, 1889)：又名埃氏鷹䱵
- 小口單指䱵 Aplodactylus westralis Russell, 1987：又名小口鷹䱵